# Хамел, Эдди
Э́двард (Эдди) Ха́мел (нидерл. Edward "Eddy" Hamel; 21 октября 1902, Нью-Йорк, США — 30 апреля 1943, Освенцим, Генерал-губернаторство, Третий рейх) — американский и нидерландский футболист, впоследствии футбольный тренер. Будучи игроком, выступал на позиции правого вингера за амстердамские команды АФК и «Аякс».
Хамел — первый футболист еврейского происхождения в составе «Аякса», чья история была тесно связана с еврейским населением Амстердама. Эдвард родился в Нью-Йорке, но в раннем детстве перебрался в Нидерланды, на родину родителей. В 1920-х годах он был одним из лучших футболистов «Аякса», играя правым крайним нападающим. 125 раз он выходил на поле в форме своей команды за период с 1922 и по 1930 годы и забил восемь мячей.
Завершив активную карьеру игрока он стал тренером и продолжал выступления на зелёном поле, играя за команду ветеранов «Аякса». Хамел стал единственной жертвой клуба, в связи с массовым истреблением евреев в Европе: он был отправлен в концентрационный лагерь Освенцим, где умер 30 апреля 1943 года в газовой камере.

## Ранние годы
Эдвард Хамел появился на свет 21 октября 1902 года в американском городе Нью-Йорке, в семье евреев Мозеса Хамела и его жены Эфье Бек. Его родители были родом из Нидерландов, отец родился на севере страны в городе Весп, а мать в Амстердаме. Глава семейства работал в сфере обработки драгоценных камней. Поженившись в июне 1901 года, они отправились в США, где и родился их первенец Эдвард.
Вскоре после его рождения семья вернулась в Амстердам. Здесь в их семье, с разницей в один год, родились двое дочерей — Хендрика и Эстелла. Их семья жила в еврейском районе на востоке города, по адресу: Преториюстрат, дом 96.

## Игровая карьера

### На клубном уровне

#### АФК
В возрасте 16 лет Хамел стал членом футбольного клуба АФК, который находился недалеко от его дома в районе Ватерграфсмера, и спустя два года попал в основной состав. Его дебют состоялся 11 сентября 1920 года на турнире Scheepvaartbeker в матче с «Аяксом». Эдди отыграл первый тайм и незадолго до перерыва получил травму головы и был вынужден покинуть поле; его заменил Вим Аддикс. Матч завершился победой «Аякса» — 1:2.
В чемпионате Нидерландов Хамел впервые сыграл 10 октября в матче 3-го тура со «Спартой» из Роттердама. Это был последний матч перед переездом клуба на новый стадион в районе Амстелвенсевега. Игра завершилась со счётом 1:2 в пользу «Спарты»; для амстердамцев это поражение стало третьим в сезоне.
Переезд на новый стадион отрицательно сказался на команде; из-за отдалённости от города и труднодоступности арены АФК лишился многих игроков и в итоге клуб по итогам сезона занял последнее место и отправился в переходный класс. Хамел не покинул команду и на протяжении ещё одного года выступал за «красных». Сезон 1921/22 также не принёс команде успеха; АФК вновь занял последнее место, набрав 11 очков в 22 матчах, и следовательно, во второй раз подряд отправился дивизионом ниже, на этот раз во второй класс Нидерландов.

#### «Аякс»
В августе 1922 года Эдди Хамел и его одноклубник Вим Аддикс перешли в «Аякс», которым руководил английский тренер Джек Рейнолдс. В то время «красно-белые» проводили свои матчи на стадионе «Хет Хаутен» на Мидденвег в районе Ватерграфсмера. 9 августа Эдди сыграл за резервный состав, а 27 августа дебютировал в первой команде в товарищеском матче с МВВ, завершившимся поражением «Аякса» — 3:0. Первую игру в чемпионате Нидерландов 1922/23 Хамел провёл 17 сентября против «Блау-Вита», матч закончился крупной победой «красно-белых» со счётом 4:0. В команде Эдди играл на позиции правого крайнего нападающего (при игровой схеме 2-3-5). В первом же сезоне он сыграл во всех двадцати двух матчах чемпионата.

### Сборная Амстердама
В начале сентября 1922 года Хамел первые был вызван в сборную Амстердама, также как и его одноклубники Ян де Бур и Вим Аддикс. В то время матчи между сборными командами городов проводились часто, за Амстердам в основном играли представители команд АФК, «Аякса» и «Блау-Вита». У Эдди уже был опыт выступления в подобных матчах; в июле 1921 года он сыграл за молодёжную сборную Амстердама, которая в то время называлась «Ласточки». На этот раз амстердамцы отправились в Гронинген сыграть со сборной города. Игра состоялась 11 сентября на стадионе местного клуба «Квик» и завершилась победой гостей — 1:2. Хамел поучаствовал в первом голе, сделав голевой пас на Аддикса, он же стал автором и победного гола. До конца года Эдди ещё дважды сыграл за сборную — против сборной бельгийского Антверпена и клуба «Виллем II». В период с 1922 по 1928 год он принял участие в десяти встречах сборной Амстердама, но голами не отметился. В последний раз Хамел выходил на поле в её составе 17 июня 1928 года в игре против сборной Каира.

### Сборная Нидерландов
Эдди один раз вызывался в сборную Нидерландов, но так за неё и не дебютировал. В апреле 1924 года он сыграл в товарищеской игре за вторую олимпийскую сборную Нидерландов, а спустя менее года, в феврале 1925 года, получил вызов в главную сборную страны. У Хамела был шанс сыграть 29 марта против сборной Германии вместо Яна Гиленса, но полузащитник «Виллема II» всё же принял участие в матче. В марте 1926 года Эдди был вызван в сборную Северной Голландии на товарищеский матч с основной сборной Нидерландов. Команда Боба Гленденнинга готовилась к встрече с бельгийцами, поэтому было решено провести матч в Харлеме. Хамел сыграл на правом фланге атаки вместе с Мейнсмой.

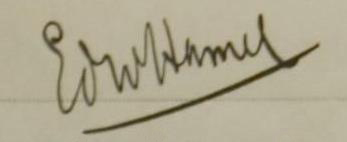
Автограф Хамела, оставленный им в день бракосочетания, 29 августа 1929 г.

## Личная жизнь
Хамел был женат Йоханне Вейнберг, уроженке Амстердама. Их брак был зарегистрирован 29 августа 1929 года в Амстердаме.
В апреле 1938 года у них родились близнецы — Паул и Роберт.

## Депортация в концлагерь Освенцим
В октябре 1942 года Хамел был арестован вместе с семьёй из-за отсутствия у него паспорта и отправлен в транзитный лагерь Вестерборк у нидерландско-германской границы. В лагере он познакомился с британцем Леоном Гринменом, у которого так же не было документов. 18 января 1943 года около 700 нидерландцев были посажены в вагоны поезда, направлявшегося в концентрационный лагерь Освенцим, близ Аушвица. Из семисот человек, прибывших на поезде, пятьдесят мужчин были отобраны на работы, среди них были Хамел и Гринмен. Свою жену и сыновей Эдвард в последний раз видел в поезде — Йоханна и её дети были убиты в газовой камере 1 февраля 1943 года.

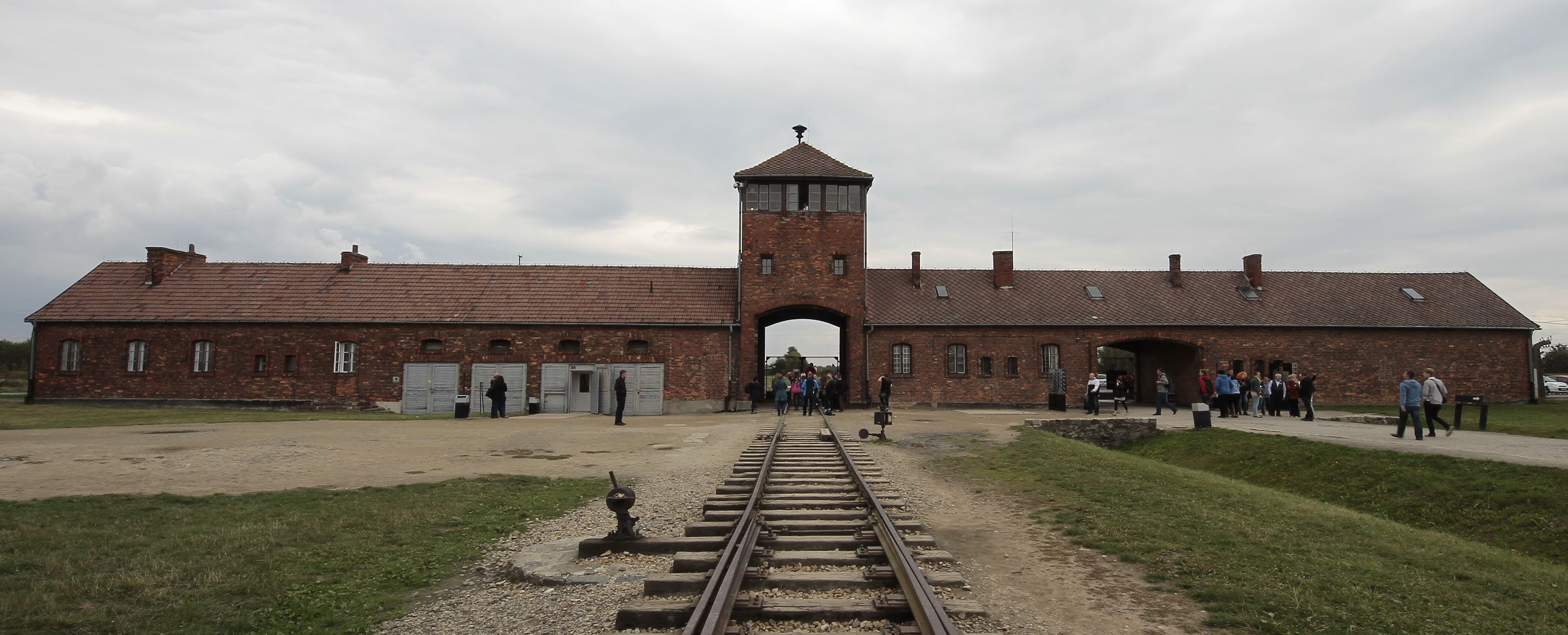
Главные ворота концлагеря Освенцим

Оказавшись в лагере, Эдди и Леон заняли в бараке самые верхние места, которые были не видны охранникам. На нидерландском языке, вставляя постоянно английские слова, Хамел рассказал Гринмену, что он американец, и ранее играл за футбольный клуб «Аякс».

Если бы я был более хорошим игроком, говорил Хамел, или если бы я играл за «Аякс» больше времени, может быть у меня был бы шанс вместо Освенцима оказаться в Терезиенштадте.
Оригинальный текст (англ.)If he had been a better right winger, Hamel said, or if he'd played for Ajax more recently, maybe he would have had a chance of getting sent to Theresienstadt instead of Auschwitz-Birkenau.

По словам Гринмена, в начале их было восемь человек, занимавших места на верхнем ярусе барака, но постепенно их становилось всё меньше. В какой-то момент нас осталось только трое. В бараке было холодно, поэтому было трудно заснуть. Из-за холода Леон с Эдди постоянно растирали друг друга, чтобы хоть как-то согреться и разогнать кровь. У Хамела была очень тёплая спина, вспоминал Леон, мы спали прислонившись спинами друг к другу.
Через несколько месяцев в Освенциме настал очередной день отбора. Узников заставили раздеться и встать в шеренгу. Эдди пожаловался Леону на образовавшуюся во рту опухоль и спросил, что с ним будет? Они должны были пройти два стола, за каждым из которых сидел офицер СС. Если человек признавался годным, то ему указывали направо, если нет — то налево. Первым шёл Гринмен, пройдя оба стола, ему указали направо. Следом шёл Эдди, и когда Леон обернулся, то увидел, что его направили налево. Леон думал, что они отправили его в госпиталь, но он больше никогда его не видел. Позже он осознал, что нацисты умерщвляли людей в газовых камерах.
В официальном списке 104 000 нидерландских евреев, уничтоженных во время войны, значится: Хамел Эдвард 21.10.1902 Нью-Йорк 30.04.1943 Освенцим. В этом списке значатся 40 человек по фамилии Хамел. Все они были уничтожены в период с осени 1942 по лето 1943 в лагерях Собибор или Освенцим. Родители Хамела, его младшие сёстры и их мужья и дети, так же погибли в концентрационных лагерях.
Леон Гринмен смог выжить, он был перевезён из Освенцима в концлагерь Бухенвальд, который вскоре был освобождён американскими войсками. После освобождения Леон попал во французский госпиталь, здесь он рассказал о своей судьбе в интервью BBC. Он вернулся в Роттердам, но своих родных там не нашёл, и затем 22 ноября 1945 года отправился на пароме в Грейвзенд, где его встретили братья. О своём товарище по концлагерю Леон не вспоминал до тех пор, пока однажды ему не довелось поговорить с портным из Амстердама, с которым он сталкивался в Освенциме. Гринмен рассказал ему, что вместе с ним в концлагере был футболист «Аякса» — Эдди Хамел. Портной посоветовал рассказать об этом руководству клуба, но Леон не был уверен, что им это будет интересно.